# Clepsydria variegata
Clepsydria variegata är en insektsart som först beskrevs av Sjöstedt 1936.  Clepsydria variegata ingår i släktet Clepsydria och familjen gräshoppor. Inga underarter finns listade i Catalogue of Life.